# Asociación Beniana de Fútbol
La Asociación Beniana de Fútbol es el organismo rector del fútbol en el Departamento del Beni, afiliada a la Asociación Nacional de Fútbol como una de las 9 ligas que integran el sistema de competición a nivel regional en Bolivia.

## Historia
Fue fundada el 10 de abril de 1936, integrada al profesionalismo en 1976. La máxima categoría de Beni es la Primera "A".

## Torneos organizados
| Categoría | Ligas o divisiones      |
| --------- | ----------------------- |
| 1         | Primera A 11 equipos    |
| 2         | Primera B 9 equipos     |
| 3         | 1° de Ascenso 8 equipos |

## Equipos afiliados (2022)
| Primera "A"                             |                               |                         |
| Equipo                                  | Ciudad                        | Fecha de fundación      |
| Alianza Beni Fútbol Club                | Trinidad                      | 12 de abril de 1995     |
| Club Deportivo Atlético 31 de Julio     | Trinidad                      | 31 de julio de 2009     |
| Club Deportivo Kivón                    | Trinidad                      | 23 de julio de 2007     |
| Club Deportivo Tiluchi                  | Trinidad                      | ?                       |
| Club Deportivo Germán Busch             | Trinidad                      | 2021                    |
| Fútbol Club Gran Moxos                  | Trinidad                      | 20 de abril de 2013     |
| Libertad Gran Mamoré Fútbol Club        | Trinidad                      | 2008                    |
| Fútbol Club Movima 26-VII               | Trinidad Santa Ana del Yacuma | 2018                    |
| San Lorenzo Fútbol Club                 | Trinidad                      | ?                       |
| Club Deportivo Universitario            | Trinidad                      | ?                       |
| Club Deportivo Villa Real Sociedad      | Trinidad                      | 16 de octubre de 2000   |
| Primera "B"                             |                               |                         |
| Equipo                                  | Ciudad                        | Fecha de fundación      |
| Amazónico Fútbol Club                   | Trinidad                      | ?                       |
| Club Atlético Arsenal                   | Trinidad                      | 23 de marzo de 2018     |
| Club Deportivo Atlético del Beni        | Trinidad                      | 12 de abril de 2012     |
| Club Deportivo Atlético Nacional Marino | Trinidad                      | 2016                    |
| Club Deportivo Atlético Trinidad        | Trinidad                      | 2020                    |
| Maranata Fútbol Club                    | Trinidad                      | 28 de junio de 2018     |
| Millonarios Fútbol Club                 | Trinidad                      | 21 de noviembre de 2018 |
| Naval Mamoré Fútbol Club                | San Javier                    | 2021                    |
| Club Deportivo Real Kateri              | Trinidad                      | 14 de julio de 2016     |
| Club Deportivo Villa Vecinal            | Trinidad                      | ?                       |
| Primera de Ascenso                      |                               |                         |
| Equipo                                  | Ciudad                        | Fecha de fundación      |
| Cedro Fútbol Club                       | Trinidad                      | ?                       |
| Club Deportivo Primero de Mayo          | Trinidad                      | 2022                    |
| Otros equipos                           |                               |                         |
| Equipo                                  | Ciudad                        | Fecha de fundación      |
| Fútbol Club Atlético Mamoré             | Trinidad                      | 2015                    |
| Gran Beni Fútbol Club                   | Trinidad                      | 2017                    |
| Club Halcones Dorados                   | Trinidad                      | 15 de febrero de 2018   |
| Escuela de Fútbol Mutual Trinidad       | Trinidad                      | ?                       |
| Escuela de Fútbol Nueva Trinidad        | Trinidad                      | ?                       |
| Proyecto Yucas Fútbol Club              | Trinidad                      | 2017                    |
| Escuela de Fútbol Universitario UAB     | Trinidad                      | 2002                    |

## Historial

### Primera "A" (1936 - Actualidad)
| Temporada | Campeón                      | Subcampeón                   |
| --------- | ---------------------------- | ---------------------------- |
| 1936      | Trinidad Strongest FC        |                              |
| 1937      |                              |                              |
| 1938      |                              |                              |
| 1939      |                              |                              |
| 1940      |                              |                              |
| 1941      |                              |                              |
| 1942      |                              |                              |
| 1943      |                              |                              |
| 1944      |                              |                              |
| 1945      |                              |                              |
| 1946      |                              |                              |
| 1947      |                              |                              |
| 1948      |                              |                              |
| 1949      |                              |                              |
| 1950      |                              |                              |
| 1951      |                              |                              |
| 1952      |                              |                              |
| 1953      |                              |                              |
| 1954      |                              |                              |
| 1955      |                              |                              |
| 1956      |                              |                              |
| 1957      |                              |                              |
| 1958      |                              |                              |
| 1959      |                              |                              |
| 1960      |                              |                              |
| 1961      | Oriente Trinidad             |                              |
| 1962      |                              |                              |
| 1963      |                              |                              |
| 1964      | Always Ready Trinidad        |                              |
| 1965      |                              |                              |
| 1966      |                              |                              |
| 1967      |                              |                              |
| 1968      |                              |                              |
| 1969      |                              |                              |
| 1970      |                              |                              |
| 1971      |                              |                              |
| 1972      |                              |                              |
| 1973      |                              |                              |
| 1974      | Real Beni                    |                              |
| 1975      |                              |                              |
| 1976      | 20 de Agosto                 | Universitario                |
| 1977      |                              |                              |
| 1978      | Beni Aéreo                   |                              |
| 1979      |                              |                              |
| 1980      |                              |                              |
| 1981      |                              |                              |
| 1982      |                              |                              |
| 1983      |                              |                              |
| 1984      |                              |                              |
| 1985      |                              |                              |
| 1986      |                              |                              |
| 1987      |                              |                              |
| 1988      |                              |                              |
| 1989      | Primero de Mayo              | Naval Mamoré                 |
| 1990      | Primero de Mayo              | Naval Mamoré                 |
| 1991      | Universitario                | Primero de Mayo              |
| 1992      | Universitario                | Bolívar                      |
| 1993      | Atlético Pompeya             | Ferrocarril San Antonio      |
| 1994      | Bolívar                      | Universitario                |
| 1995      | Universitario                | Ingenieros                   |
| 1996      | Universitario                | Huracán                      |
| 1997      | Atlético Pompeya             | Universitario                |
| 1998      | Atlético Pompeya             | Universitario                |
| 1999      | Atlético Pompeya             | Universitario                |
| 2000      | Huracán                      | Proyecto San José La Palmera |
| 2001      | Primero de Mayo              | Universitario                |
| 2002      | Primero de Mayo              | Universitario                |
| 2003      | Primero de Mayo              | Universitario                |
| 2004      | Primero de Mayo              | Universitario                |
| 2005      | Universitario                | Real Mamoré                  |
| 2006      | Real Mamoré                  | Proyecto San José La Palmera |
| 2007      | Universitario                | Primero de Mayo              |
| 2008      | Primero de Mayo              | Perequije                    |
| 2009      | Universitario                | Primero de Mayo              |
| 2010      | Primero de Mayo              | Atlético Marbán              |
| 2011      | Universitario                | Primero de Mayo              |
| 2011/12   | Universitario                | Proyecto San José La Palmera |
| 2012/13   | Proyecto San José La Palmera | Universitario                |
| 2013/14   | Universitario                | Deportivo Kivón              |
| 2014/15   | Universitario                | Deportivo Kivón              |
| 2015/16   | Universitario                | Deportivo Kivón              |
| 2016/17   | Universitario                | San Lorenzo                  |
| 2017 II   | Deportivo Kivón              |                              |
| 2018 I    | Libertad Gran Mamoré         |                              |
| 2018 II   | Deportivo Kivón              | Universitario                |
| 2019      | Real Kateri                  | Deportivo Kivón              |
| 2020      | Cancelado                    | Cancelado                    |
| 2021 I    | Libertad Gran Mamoré         | Deportivo Kivon              |
| 2021 II   | Libertad Gran Mamoré         | Alianza Beni                 |
| 2022      | Libertad Gran Mamoré         | Universitario                |
| 2023      | Universitario                | Germán Busch                 |
| 2024      | Alianza Beni                 | Universitario                |

## Palmarés
| Club                         | Títulos | Temporadas Título                                                                            | Subtítulos | Temporadas Subtítulo                                                          |
| ---------------------------- | ------- | -------------------------------------------------------------------------------------------- | ---------- | ----------------------------------------------------------------------------- |
| Universitario                | 13      | 1991, 1992, 1995, 1996, 2005, 2007, 2009, 2011, 2011/12, 2013/14, 2014/15, 2015/16, 2016/17. | 12         | 1976, 1994, 1997, 1998, 1999, 2001, 2002, 2003, 2004, 2008, 2012/13, 2018 II. |
| Primero de Mayo              | 8       | 1989, 1990, 2001, 2002, 2003, 2004, 2008, 2010.                                              | 4          | 1991, 2007, 2009, 2011.                                                       |
| Atlético Pompeya             | 4       | 1993, 1997, 1998, 1999.                                                                      | –          |                                                                               |
| Libertad F. C.               | 3       | 2018 I, 2021, 2022                                                                           |            |                                                                               |
| Deportivo Kivón              | 2       | 2017 II, 2018 II.                                                                            | 5          | 2013/14, 2014/15, 2015/16, 2019, 2021 I.                                      |
| Proyecto San José La Palmera | 1       | 2012/13.                                                                                     | 3          | 2000, 2006, 2011/12.                                                          |
| 20 de Agosto                 | 1       | 1976.                                                                                        |            |                                                                               |
| Oriente Trinidad             | 1       | 1961.                                                                                        |            |                                                                               |
| Always Ready Trinidad        | 1       | 1964.                                                                                        |            |                                                                               |
| Beni Aéreo                   | 1       | 1978.                                                                                        |            |                                                                               |
| Bolívar                      | 1       | 1994.                                                                                        | 1          | 1992.                                                                         |
| Huracán                      | 1       | 2000.                                                                                        | 1          | 1996                                                                          |
| Real Mamoré                  | 1       | 2006.                                                                                        | 1          | 2005.                                                                         |
| Real Kateri                  | 1       | 2019.                                                                                        | –          |                                                                               |
| Naval Mamoré                 | –       |                                                                                              | 1          | 1989, 1990.                                                                   |
| Ferrocarril San Antonio      | –       |                                                                                              | 1          | 1993.                                                                         |
| Ingenieros                   | –       |                                                                                              | 1          | 1995.                                                                         |
| Atlético Marbán              | –       |                                                                                              | 1          | 2010.                                                                         |
| San Lorenzo                  | –       |                                                                                              | 1          | 2016/17.                                                                      |
| Alianza Beni                 | –       |                                                                                              | 1          | 2021/22.                                                                      |